# Melanothrix philippina
Melanothrix philippina är en fjärilsart som beskrevs av Rothschild 1917. Melanothrix philippina ingår i släktet Melanothrix och familjen Eupterotidae. Inga underarter finns listade i Catalogue of Life.